# .nyc
El .nyc és un domini de primer nivell proposat per a la ciutat de Nova York.
El principal objectiu del .nyc és proporcionar noms de domini de cara al turisme, màrqueting d'empreses locals i augmenti el sentit de comunitat entre els residents de la ciutat. La representant de l'ajuntament Christine Quinn, en el seu informe de l'estat de la ciutat del 12 de febrer de 2009, va indicar que la ciutat hi donaria suport.
La petició a ICANN es va fer en maig de 2013 i l'aprovació del domini fou en març de 2014.